# Ahmed Khelifi
Ahmed Khelifi, de son vrai nom Ahmed Abbas Ben Aïssa, né en 1921 à Sidi Khaled (Biskra) et décédé le 18 mars 2012 à Alger, est le plus célèbre interprète du genre Bédoui. Il est surnommé  « le chanteur de la steppe ».
Avec sa voix puissante et chatoyante, il a incarné à lui seul pendant près d'un demi-siècle le genre Aiyai, cette forme musicale typiquement algérienne.

## Biographie
Issu  d'une famille paysanne aisée des Ziban, propriétaire d'une palmeraie, instruit à l'école coranique, le jeune homme est initié au chant et à la poésie populaire par son oncle maternel Hadj Ben Khelifa, Meddah (conteur public), un des plus anciens chanteurs du genre saharien qui avait, en 1933, enregistré avec grand succès chez Anouar et Bachir Essaïssi en Tunisie une chanson sur l'héroïne de Mohamed Ben Guittoun, Hiziya. Il introduisit son neveu dans la chorale de la confrérie Rahmania qu'il dirigeait et lui permit de participer aux soirées qu'il animait dans la région de Messaad et Biskra et cela jusqu'en 1939.
C'est le nom de son oncle qu'Ahmed Abbas Ben Aïssa va prendre pour nom de scène, Ahmed Khelifi.
À la suite d'une période de sécheresse de plusieurs années ayant entraîné la ruine de la famille et la vente du patrimoine, le jeune Ahmed, réduit à la misère, émigra en 1941 et se réfugia chez une de ses sœurs à Ksar Chellala. Là, il fit une rencontre décisive, celle de Djerbi, menuisier de son état qui l'engagea comme apprenti et le fit vivre au milieu de sa famille. Un des fils, joueur de mandoline, l'entraîna, en raison de ses dispositions pour le chant, dans les soirées intimes que les jeunes organisaient dans la région, développant ainsi son goût pour la musique. C'est dans cette famille qu'il viendra prendre femme, plus tard, en 1951.
En 1943, Ahmed Khelifi monte à Alger, recommandé auprès d'un religieux, conservateur de la mosquée de Sidi M'Hamed à Belcourt (Belouizdad aujourd'hui), qu'il assistera lors de la réception des pèlerins et participant toujours aux soirées de Med'h (chant religieux) lors des fêtes et cérémonies religieuses.
Boudali Safir, directeur artistique de Radio-Alger, instruit du talent du jeune homme par la rumeur publique, lui fait appel, en 1947, afin de lui confier l'orchestre bédouin qu'il avait créé. Khelifi fait sa première émission avec Abdelhamid Ababsa au piano et, lors des émissions suivantes, il s'adjoint un ami qu'il connut lors des quatre années passées à Sidi M'Hamed, Sid Ali Touil, bon luthiste et connaisseur du Med'h.
C'est en 1949 qu'il se lance dans la musique typique du Sud avec l'emploi des flûtes et son fameux Ayèye Ayèye !. Cette année-là, il entame une tournée en Algérie avec la troupe d'Abdelhalim Rais; tournée interrompue à Bône (Annaba) sur ordre de l'administration coloniale. Ahmed Khelifi se réfugie à Constantine auprès de la confrérie Kettania.
En 1952, il collabore à l'émission Min koul féne chouiya de Mohamed el Habib Hachelaf. Il enrichit son répertoire et certaines de ses interprétations des poèmes des maîtres du passé connaissent un grand succès, tout particulièrement Guelbi tfekkar ourban rahalla de Cheikh Aïssa Ben Allal. Il participe également à une émission voisine Badawi Âsri qui était une tentative de modernisation du genre saharien, animée par  Rahab Tahar et à laquelle participe également un orchestre moderne sous la direction de Mustapha Skandrani.
Ahmed Khelifi devient dès l'indépendance une vedette nationale très courtisée par les medias, s'imposant comme le maître incontesté du Ayèye Ayèye. En 1966 il reçoit le Prix de la chanson traditionnelle pour la maîtrise parfaite et l'interprétation superbe d'une œuvre très connue, Qamr Ellil d'Abdellah Benkerriou.
Il participe à la semaine culturelle algérienne à Paris en 1972 ainsi qu'à plusieurs représentations à travers le monde arabe. Le Maître décroche des distinctions des hautes autorités des états visités ainsi que des institutions spécialisées en matière de préservation et de développement du patrimoine populaire.
Ahmed Khelifi se retire de la scène artistique à partir de 1989 après avoir participé à la première semaine culturelle organisée en Arabie Saoudite en décembre 1987 ainsi qu'à une grande tournée artistique organisée au Maroc en juillet 1988.

## Hommage
Dans le cadre de la manifestation "Alger, capitale de la culture arabe 2007" le Ministère de la Culture lui consacre un coffret de 10 CD ainsi qu'un livre reproduisant la plupart des œuvres qui ont fait sa célébrité; cette publication a été conçue et réalisée par Abdelkader Bendamèche; et organise un hommage à la salle Ibn Khaldoun à Alger le 15 décembre 2011, reconnaissance publique pour la dimension de sa personnalité et pour son apport au patrimoine immatériel national algérien.

## Famille
Ahmed Khelifi est l'oncle de l'artiste Rabah Driassa.

## Répertoire
Ahmed Ahmed a interprété les grands poètes du Melhoun (poésie populaire) tels Mohamed Ben Guittoun, de Sidi Khaled, Cheikh Smati d'Ouled Djellal, Abdellah Ben Keriou de Laghouat et Aissa Ben Allal de Ksar Chellala. Chantre de la musique bédouine, il garde sur scène son apparat du passé avec son burnous et ses chaussures typiques de sa région steppique. Il incarnera durant près d'un demi-siècle ce genre bédouin caractérisé par des vocalises sur les deux syllabes Aiye-Aiye accompagnées des complaintes du couple guesba-bendir interprété par ses fidèles compagnons Saad et Kaddour à la flûte et Dahmani à la percussion.
Éternel défenseur des valeurs anciennes, il se définit comme le « Palmier du cœur de l'Algérie ».
Parmi ses interprétations les plus connues figurent notamment :
- Hiziya
- Guelbi tfakkar ourban rahalla
- Et haouel ya kaf Kerdada
- Abqa ala khir ya watni
- Qamr ellil
- Bent Sahra ya mahlaha
- Ennejm mcha oucer les sahra guebbel
- Sid ettaleb
- Tal elwâd ourah guelbi yet allen
- Youm el had
- Ya marsam
- Ya layyem
- Zineb
- Loghzal ellikan
- El wahch ou liyame

## Décorations
- Ahid de l'ordre du Mérite national d'Algérie.

### Liens annexes
- Ressource relative au spectacle :   - Les Archives du spectacle
- Ressource relative à la musique :   - Muziekweb
- Notices d'autorité :   - VIAF
  - ISNI
  - BnF (données)
  - Israël
  - Tchéquie
- Reportage de la chaine TV Canal Algérie sur le Maître Khelifi Ahmed
- Khelifi Ahmed chante Hiziya sur youtube.com
- Khelifi Ahmed et Saad le flûtiste sur youtube.com